# بوم (قبله)
بوم (به لاتین: Bum) یک منطقه مسکونی در جمهوری آذربایجان است که در شهرستان قبله واقع شده است. بوم ۵۰۹۵ نفر جمعیت دارد.